# Givry (Saône-et-Loire)
Givry település Franciaországban, Saône-et-Loire megyében. Lakosainak száma 3623 fő (2022. január 1.). Givry Mellecey, La Charmée, Châtenoy-le-Royal, Dracy-le-Fort, Granges, Jambles, Saint-Denis-de-Vaux, Saint-Désert és Saint-Rémy községekkel határos.

## Népesség
A település népességének változása:
| Lakosok száma | 3661 | 3679 | 3855 | 3705 | 3695 | 3684 | 3678 | 3649 | 3623 |
|               | 2013 | 2015 | 2016 | 2017 | 2018 | 2019 | 2020 | 2021 | 2022 |